# Schleierfall (Rettenbach)
Der Schleierfall, auch Schleier genannt, ist ein Wasserfall im Bezirk Kitzbühel im Bundesland Tirol in Österreich. Er ist bei Sportkletterern sehr beliebt und bildet mit dem Rettenbach die Gemeindegrenze zwischen den Gemeinden St. Johann in Tirol und Going am Wilden Kaiser. Der Schleierfall liegt an der Südseite des 1586 m ü. A. hohen Gamskögerl im Wilden Kaiser und ist in einer Gehzeit von ungefähr einer dreiviertel Stunde über den  Parkplatz Aschau – Zufahrt Prama Gemeinde Going – für geübte Wanderer auch mit Kindern gut zu Fuß erreichbar.
Aufgrund der vielen Besucher des Wasserfalls wird durch den Alpenverein am Fuß des Wasserfalls ein Not-WC-Häuschen betrieben; auch sind mehrere Sitzbänke vorhanden.

Das Wasser des Schleierfalls mündet über den Rettenbach in die Reither Ache. 

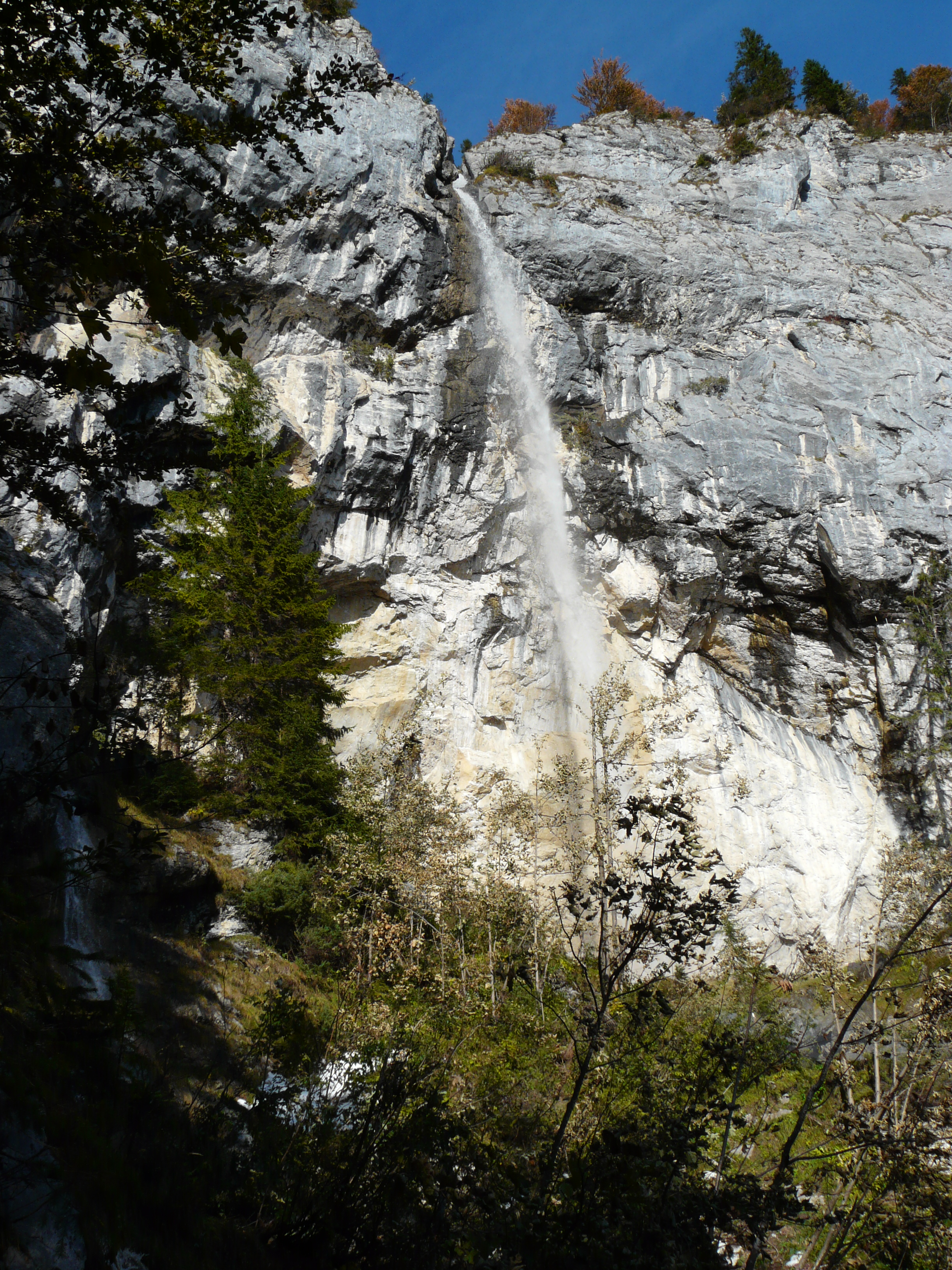
Schleierwasserfall im Herbst

## Klettergebiet Schleierwasserfall

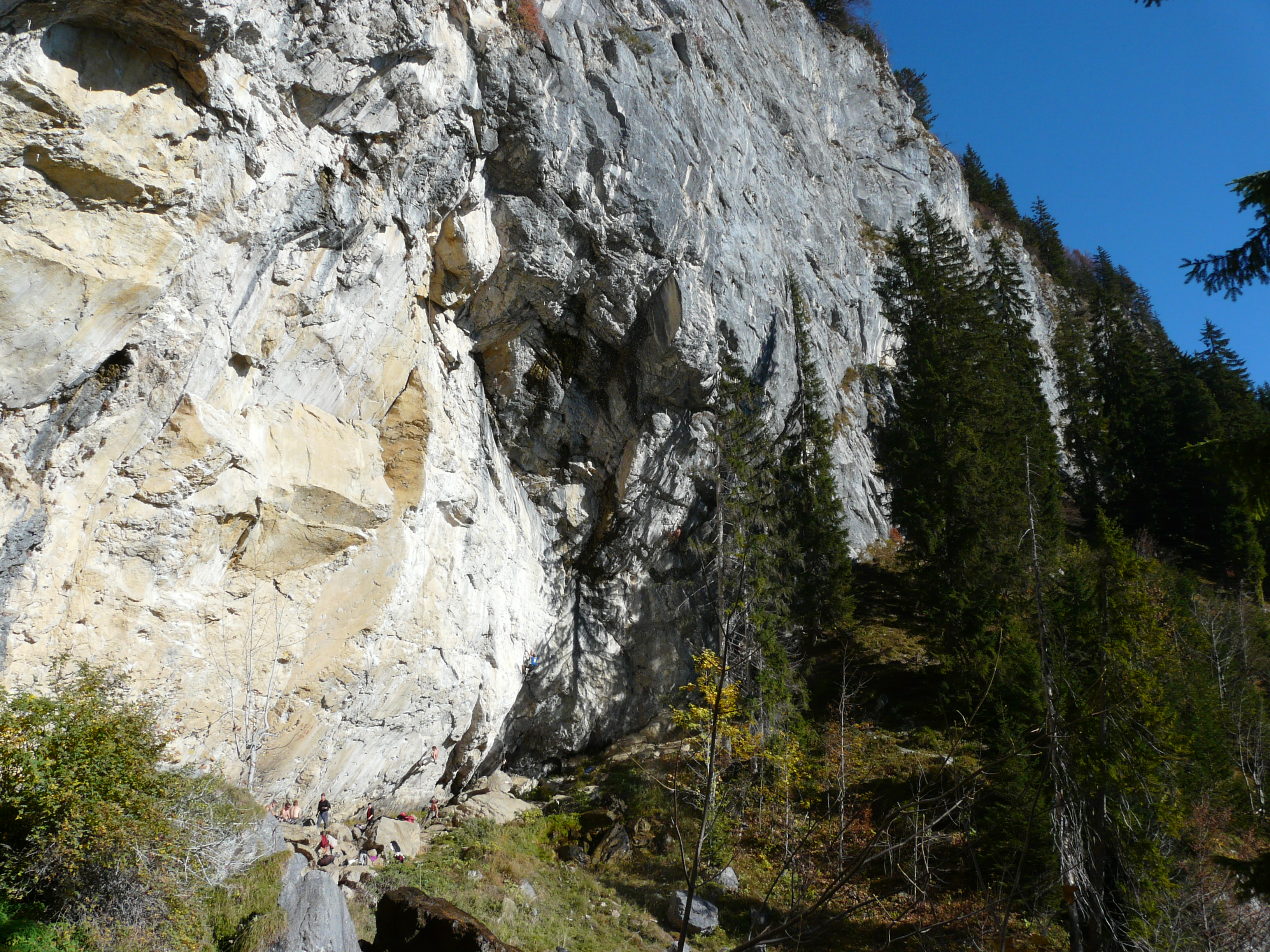
Klettereldorado am Schleierwasserfall

Die neben dem Wasserfall befindlichen 60 Meter hohen und stark überhängenden Wände werden von Kletterern genutzt. Mit Open Air, Weiße Rose, Fugu und Mongo befinden sich dort einige der derzeit schwierigsten Kletterrouten der Welt, wobei die im Jahr 1996 von Alexander Huber erstbegangene Route „Open Air“' vermutlich die erste Route im Schwierigkeitsgrad 11+ (UIAA) (9a+, franz.) ist.